# Fusconaia subrotunda
Fusconaia subrotunda је шкољка из реда Unionoida.

## Угроженост
Ова врста је на нижем степену опасности од изумирања, и сматра се скоро угроженим таксоном.

## Распрострањење
Врста има станиште у Канади и Сједињеним Америчким Државама.

## Станиште
Станиште врсте су слатководна подручја.